# Nová Ves (powiat Zdziar nad Sazawą)
Nová Ves – miejscowość i gmina (obec) w Czechach, w kraju Wysoczyna, w powiecie Zdziar nad Sazawą. W 2022 roku liczyła 161 mieszkańców.